# Гвакамоле
Гвакамоле (шп. guacamole) је јело које потиче из Мексика и које као главни састојак садржи авокадо. Поред њега се додају коријандер, црни лук, лимета, халапењо паприка и разни зачини. Постао је популаран и у америчкој кухињи где се користи као салата.

## Етимологија
Реч гвакамоле потиче из Наватл језика од речи āhuacamōlli што значи „сос од авокада” (āhuacatl = авокадо; mōlli = сос).